# شوگون: جنگ تمام‌عیار
شوگون: جنگ تمام‌عیار (به انگلیسی: Shogun: Total War) یک بازی ویدئویی تاکتیک نوبتی و تاکتیک هم‌زمان است که در سال ۲۰۰۰م توسط شرکت کریتیو اسمبلی توسعه یافته و به‌وسیلهٔ شرکت الکترونیک آرتس برای رایانه‌های شخصی مایکروسافت ویندوز منتشر شد. این نخستین بازی از مجموعه بازی‌های جنگ تمام‌عیار از سوی کریتیو اسمبلی بود.
داستان بازی در سده‌های ۱۵ و ۱۷ پس از میلاد رخ می‌دهد. داستان فرمانده ژاپنی با رهبری واتحاد سعی در تسخیر کشور دارد. جنبه فصل محور بازی بر روی نقشه کشور ژاپن جایی که نیروی نظامی، مذهب، دیپلماسی، جاسوسی و اقتصاد همه را تحت تأثیر اعمال بازیکن است تمرکز دارد. از بازی استقبال خوبی شد البته شکایت‌هایی در مورد مشکلات بازی صورت گرفته است. نسخه دوم بازی با نام جنگ تمام‌عیار: شوگون ۲ در سال ۲۰۱۱ عرضه شد.